# Batalha de Alcácer Quibir
A Batalha de Alcácer-Quibir também grafada Alcácer-Quivir, al Qasr al-kibr, Alcazarquivir ou Alcassar, significando "grande fortaleza" (em árabe: معركة القصر الكبير), conhecida em Marrocos como Batalha dos Três Reis (em árabe: معركة الملوك الثلاث) ou Batalha de Oued al-Makhazin (em árabe: معركة وادي المخازن), foi uma batalha travada no norte de Marrocos perto da cidade de Alcácer Quibir, entre Tânger e Fez, em 4 de agosto de 1578. Os portugueses, liderados pelo rei Sebastião, aliados ao exército do sultão Mulei Maomé Mutavaquil (Abu Abedalá Maomé Saadi II, da Dinastia Saadiana), combateram um grande exército saadiano liderado pelo sultão Mulei Maluco (Abu Maruane Abedal Maleque I Saadi, tio de Mulei Maomé) que gozava do apoio otomano.
A vitória marroquina nessa batalha foi descrita como "o maior desastre militar já sofrido por Portugal durante sua expansão ultramarina". Ela marcou o fim das tentativas portuguesas de reconquistar territórios perdidos no Norte da África.
Os combatentes foram o exército do sultão deposto Abu Abdallah Mohammed II Saadi, aliado ao rei Sebastião I de Portugal, contra o novo sultão marroquino Abu Marwan Abd al-Malik I Saadi, tio de Mohammed II.
O rei cristão Sebastião planejava uma cruzada após o pedido de auxílio de Abu Abdallah para recuperar seu trono. O tio de Abu Abdallah, Abd al-Malik, tomara o trono com apoio otomano. No seu fervor religioso, o rei Sebastião planejara uma cruzada após Mulei Maomé solicitar a sua ajuda para recuperar o trono que seu tio, Mulei Maluco, tinha tomado. A batalha resultou na derrota portuguesa, com o desaparecimento em combate do rei Sebastião e o aprisionamento ou morte da alta nobreza portuguesa. Morreram na batalha cerca de 7 000 nobres e homens de armas. Além do rei português, morreram na batalha os dois sultões rivais, dando origem ao nome "Batalha dos Três Reis", como ficou conhecida entre os marroquinos.
A derrota na batalha de Alcácer-Quibir levou à crise dinástica de 1580 e ao nascimento do mito do Sebastianismo. O reino de Portugal ficou severamente empobrecido pelos resgates pagos para reaver os cativos. A derrota de Portugal e o desaparecimento de Sebastião — sem herdeiros — levaram ao fim da Dinastia de Avis e do período de expansão iniciado com a vitória na Batalha de Aljubarrota, bem como à união dinástica com a Espanha, sob os Habsburgos, durante 60 anos.

## Antecedentes

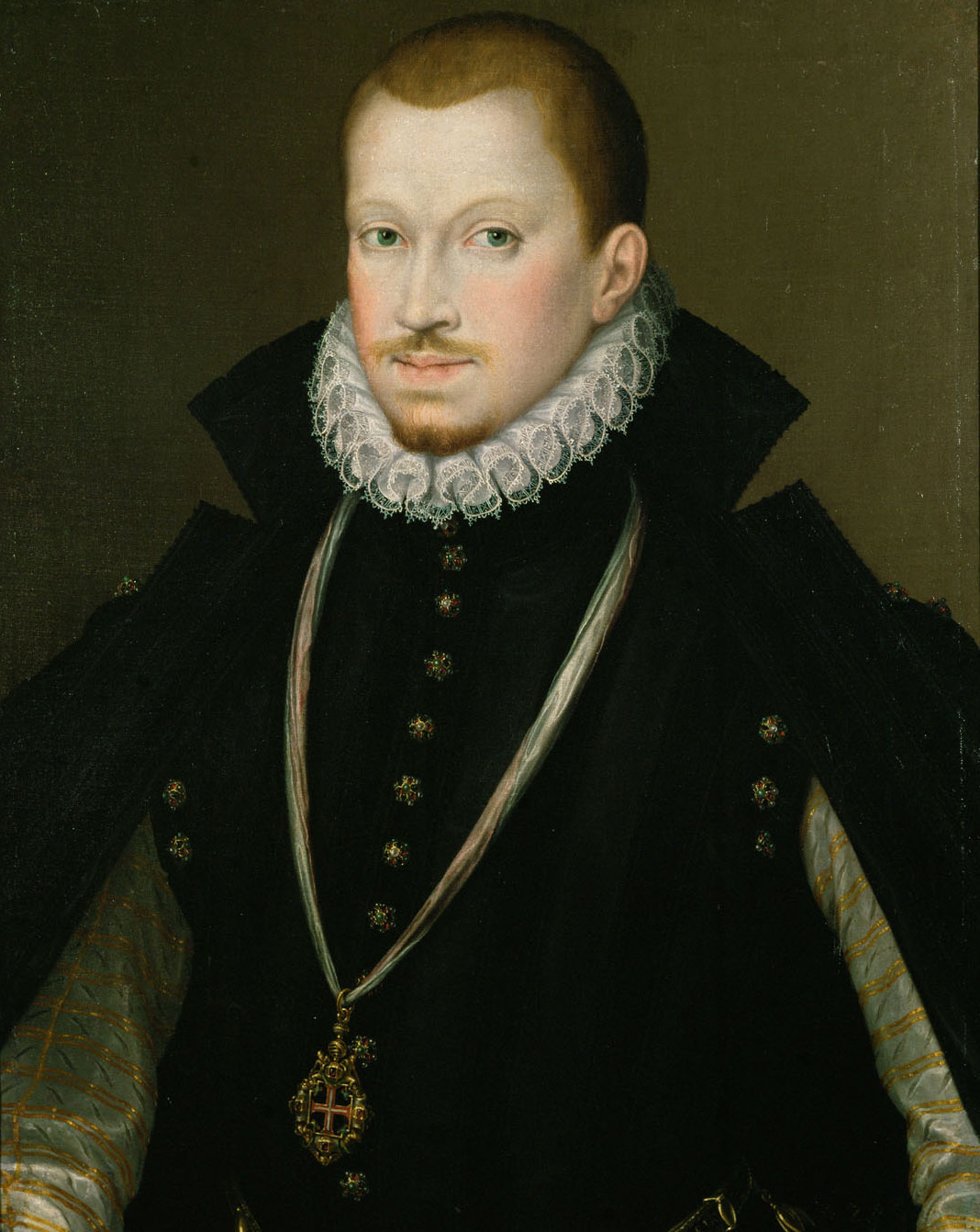
Rei Sebastião de Portugal

### Rei Sebastião de Portugal
Sebastião, conhecido como o Desejado, era filho do infante João Manuel e de Joana da Áustria. Tornou-se rei com apenas três anos de idade, após a morte de seu avô, João III, em 1557. Foi educado principalmente por jesuítas, sob a tutela de Aleixo de Meneses e da rainha Catarina da Áustria.
As Cortes Portuguesas pediram diversas vezes que Sebastião interviesse no Marrocos para conter o avanço otomano, visto como ameaça ao comércio português com Guiné, Brasil e as ilhas do Atlântico. Contudo, foi apenas após o apelo de Abu Abdallah que Sebastião decidiu preparar uma expedição militar.
Em 1574, visitou bases portuguesas no Norte da África e liderou um ataque bem-sucedido além de Tânger, o que o encorajou a planos mais ambiciosos contra os Saadidas.
Ele reuniu um exército com soldados de várias nacionalidades: 2 000 castelhanos, 3 000 flamengos e alemães, 600 italianos, além de cavaleiros portugueses, embarcando em uma frota de cerca de 500 navios.

### Sultão Abd al-Malik do Marrocos
O Marrocos estava sob domínio da dinastia Saadida, que havia ascendido ao poder como resistência à presença portuguesa em Agadir. Após a morte do sultão Abdallah al-Ghalib, seu filho Muhammad II al-Mutawakkil assumiu o trono, mas foi deposto por seu tio Abd al-Malik em 1576 com apoio otomano.
Abd al-Malik reorganizou o exército marroquino com inspiração otomana: tropas regulares (guich), artilharia moderna, atiradores montados e infantaria com arcabuzes. Muitos soldados eram descendentes de andalusinos expulsos da Península Ibérica, tribos berberes como os Zwawa, além de turcos e ex-soldados otomanos.

### Presença otomana
As indicações sobre a presença de uma força otomana acompanhando os marroquinos no campo de batalha variam entre as fontes. O historiador Stephen Cory, ao analisar as relações entre os saadidas e os otomanos nesse período, afirma que a batalha foi vencida pelos saadidas "sem assistência direta dos otomanos".
Abderrahmane El Moudden, em um extenso estudo sobre a diplomacia otomano-saadida no período, observa que algumas fontes turcas modernas atribuem a vitória de 1578 a forças otomanas lideradas por Ramazan Paxá no campo de batalha — embora também observe que algumas dessas fontes tendem a exagerar a história militar turca.
Em uma entrada enciclopédica sobre o rei Sebastião, o historiador Allen Fromherz indica a presença de forças otomanas na batalha, incluindo janízaros.
A Batalha dos Três Reis, nomeada após o rei de Portugal e os dois pretendentes ao sultanato saadida, ocorreu em Alcácer-Quibir em 4 de agosto de 1578. O pretendente saadida 'Abd al-Malik usou não apenas janízaros otomanos, mas também um contingente de muçulmanos andalusinos expulsos da Península Ibérica, que, segundo relatos, atacaram espanhóis e portugueses com especial vingança. Otomanos e saadidas também foram abastecidos com artilharia avançada.
O historiador R. G. Grant afirma que o exército de Abd al-Malik foi "parcialmente abastecido pelos turcos otomanos" e que ele combinava "cavalaria marroquina com infantaria otomana armada com mosquetes e canhões".
O professor de estudos islâmicos Jamil M. Abun-Nasr afirma que os turcos "não conseguiram assumir os assuntos do Marrocos após a vitória [em Alcácer-Quibir], à qual contribuíram significativamente". Ele também menciona que o exército de Abd al-Malik incluía tropas turcas, que seus oficiais eram turcos e que o comandante do seu exército também o era — sendo supostamente responsável por envenenar Abd al-Malik para assegurar o controle otomano total sobre o Marrocos.
O nexo da intervenção em Alcácer-Quibir é claramente explicado em carta do próprio rei Sebastião a João de Mendonça em 1576:

Com a reconquista de Tunis em 1574, aos Turcos faltaria apenas Marrocos para dominarem por completo o norte de África, ameaçando depois uma entrada na Península Ibérica

Não é somente para dar a posse daquele Reino ao tio do Xarife, mas principalmente com o fundamento de o fazerem tributário e vassalo do Turco, e o Turco se fazer Senhor de toda África, e de todos os portos de mar dela, tendo em cada uma delas muitas galés que lhes será fácil de pôr em efeito. Assim, pela natureza da mesma terra, como por seu grande poder, que quando assim acontecesse, o que Deus não permita, visto é quantos males sem remédio poderiam recrescer a toda Espanha, que da Cristandade se pode dizer que é hoje a melhor e maior parte, e com este intento queria que não somente cuidareis nesta matéria e a discorrereis para me nela dardes parecer e conselho no que farei e devo fazer (...)
Referia-se assim à reconquista de Tunis em 1574 pelos Turcos, o que os tornara senhores de todo o norte de África, exceptuando Marrocos, onde o poder se disputaria na Batalha de Alcácer-Quibir, apoiando Sebastião o lado do Xarife deposto, contra o seu tio Mulei Maluco, que contava com o apoio turco. Ainda não se passavam 100 anos da expulsão ibérica do Reino Nacérida de Granada, e temia-se reedição da antiga invasão muçulmana de 711.

### Preparativos para a batalha
Sebastião empregara uma parte significativa da riqueza do império português para equipar uma grande frota e reunir um grande exército. Este incluía 2 mil voluntários de Castela (liderados por Alonso de Aguilar), 3 mil mercenários vindos da Alemanha e da Flandres (comandados por Martim da Borgonha) bem como 600 italianos inicialmente recrutados para ajudar uma invasão da Irlanda sob a liderança do inglês Thomas Stukeley, bem como o auxílio em armas e munições.
Fez-se o recrutamento do exército português, mas verificou-se alguma corrupção, o que fez com que o exército expedicionário, de cerca de 15 000 a 23 000 homens, fosse em parte pouco disciplinado, mal preparado, inexperiente e com pouca coesão. A elite do exército era composta pelos "aventureiros", nobres portugueses veteranos nas guerras de África e do Oriente, e pelos mercenários estrangeiros, veteranos das guerras do norte da Europa. A força expedicionária terá reunido também 500 navios.
Sebastião partiu de Lisboa a 25 de Junho de 1578, passou por Tânger, onde estava Maomé Mutavaquil, seguiu para Arzila e daqui para Larache, por terra, havendo quem preferisse que se fosse por mar, para permitir maior descanso às tropas e o necessário reabastecimento em víveres e água. Seguiram depois a caminho de Alcácer Quibir, onde encontraram o exército de Mulei Maluco, muito superior em número.

## Campanha
Após incitar suas tropas das janelas da Igreja de Santa Maria, em Lagos, Sebastião partiu daquele porto com sua armada em 24 de junho de 1578.
Desembarcou em Arzila, no Marrocos Português, onde Abu Abdallah juntou-se a ele com mais 6.000 mouros aliados, e ambos marcharam rumo ao interior.
Enquanto isso, Abd al-Malik I, que estava gravemente doente, reunira um grande exército, conclamando seus compatriotas à jihad contra os invasores portugueses. Os dois exércitos se aproximaram nas imediações de Alcácer-Quibir, acampando em lados opostos do Rio Lucos.

### Batalha

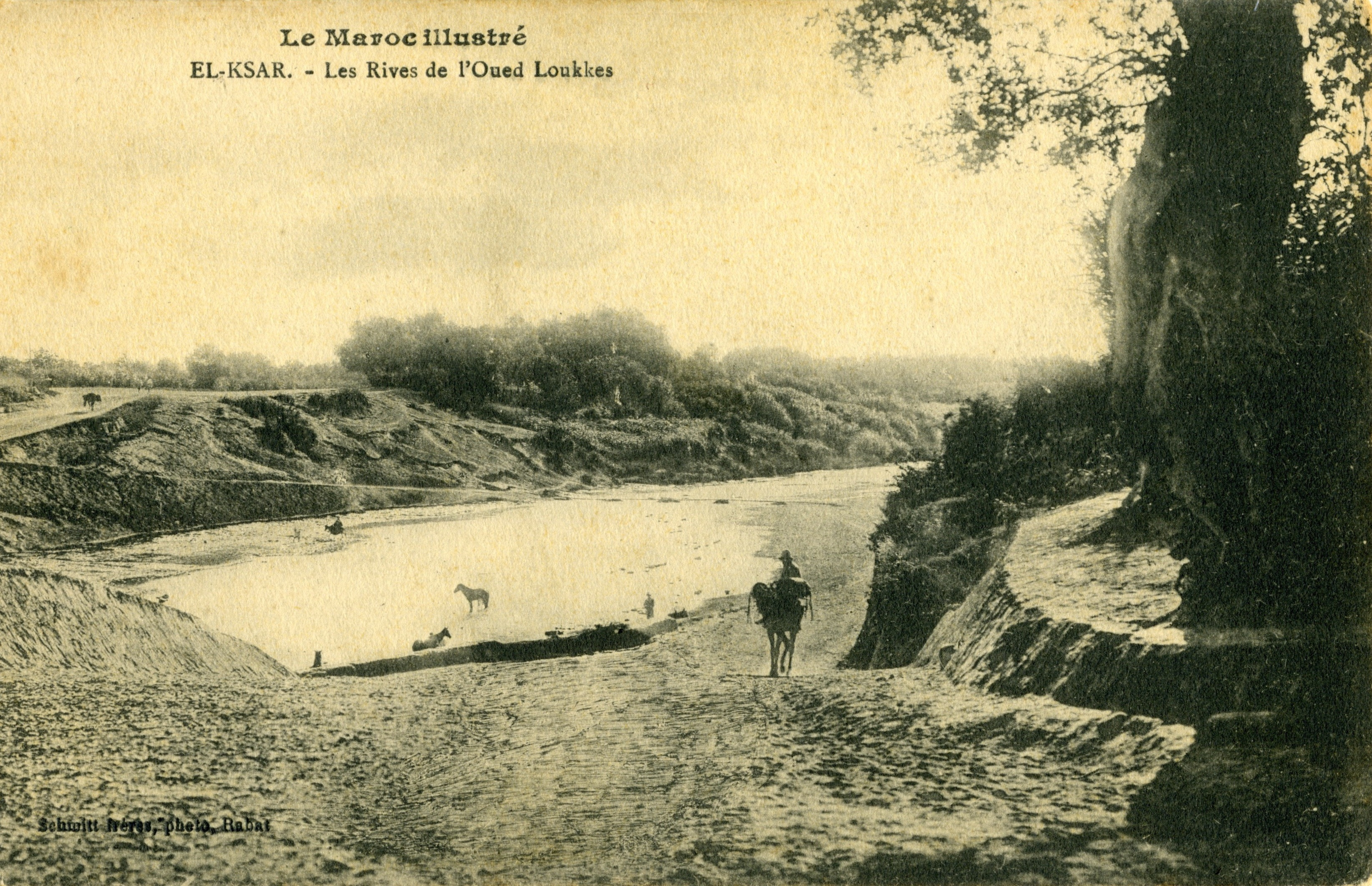
Alcácer-Quibir, rio Lucos. Foi entre este rio e o rio Mocazim que se deu a Batalha

Em 4 de agosto de 1578, as tropas portuguesas e os mouros aliados alinharam-se para a batalha, e Sebastião cavalgou entre as fileiras, encorajando os soldados. Os marroquinos avançaram numa frente ampla, com o objetivo de cercar o exército português.

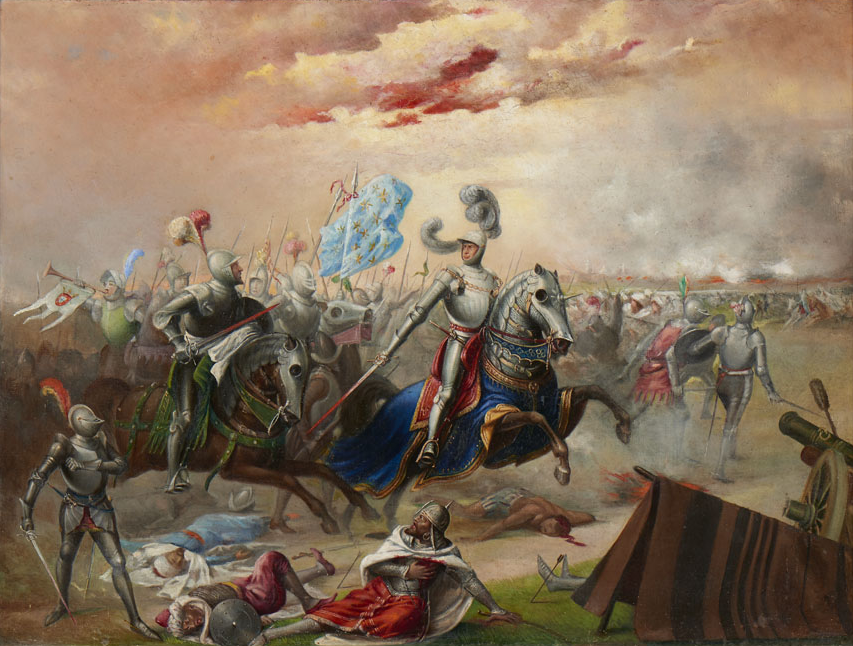
Cena da batalha. Representação do século XIX.

O sultão dispunha de 10.000 cavaleiros nas alas e, no centro, posicionou mouros expulsos da Espanha, que guardavam profundo ressentimento contra os cristãos. Apesar da doença, Abd al-Malik deixou sua liteira e liderou as tropas a cavalo.
A batalha teve início com a troca de várias salvas de fogo de mosquetaria e artilharia. Thomas Stukley, que comandava o centro português, foi morto por uma bala de canhão logo no início. A cavalaria marroquina avançou e começou a cercar o exército luso. As forças logo se engajaram em combate corpo a corpo.
As alas do exército português cederam diante da cavalaria moura, e o centro passou a ser ameaçado. Com as alas comprometidas e sem seu comandante principal, o centro perdeu o moral e foi derrotado.

### Relato e Esquema da Batalha

Esquema da disposição das tropas de D. Sebastião em Alcácer-Quibir

Os relatos da batalha não foram uniformes, especialmente no que diz respeito ao que ocorreu depois de terminada a batalha, em que o rei Sebastião se retira e não há vitória declarada de qualquer lado, conforme consta em - Relação da Batalha de Alcácer que mandou um cativo ao Dr. Paulo Afonso, onde se diz o seguinte:
Neste tempo vendo El Rei que estava na vanguarda o seu campo desbaratado, se veio recolhendo pela banda do Duque de Aveiro, e o seguiu alguma gente de cavalo e a pé, cuidando que ia fazendo uma ponta para volver sobre os mouros, viu o campo já tão desbaratado que se retirou. Durou a batalha quatro horas sem se declarar a vitória.
Nada mais se informa sobre o que ocorreu depois de terminarem esses combates. Apresenta-se logo de seguida um esquema da disposição das tropas de Sebastião (tendo previamente o cativo descrito detalhadamente a sua composição, e apontando Duarte de Menezes como "Mestre de Campo").

### Desenlace
Após quase quatro horas de intensos combates, a batalha terminou com a derrota total dos portugueses e do exército de Abu Abdallah, deixando cerca de 8.000 mortos — entre eles, grande parte da nobreza portuguesa. Cerca de 15.000 homens foram capturados e vendidos como escravos no norte da África, e apenas cerca de 100 conseguiram escapar até a costa. O corpo do rei Sebastião, que havia liderado uma carga contra o inimigo e foi cercado, jamais foi encontrado.
O sultão Abd al-Malik morreu durante a batalha, provavelmente por causas naturais (o esforço de cavalgar teria sido excessivo), mas sua morte foi mantida em segredo até a vitória ser assegurada. Abu Abdallah tentou fugir, mas morreu afogado no rio. Devido à morte de Sebastião, Abu Abdallah e Abd al-Malik durante o combate, o confronto ficou conhecido no Marrocos como a Batalha dos Três Reis.
A batalha terminou após quatro horas de combate intenso com a completa derrota dos exércitos do rei Sebastião e Mulei Maomé, com quase 9 mil mortos e 16 mil prisioneiros, nos quais se incluem grande parte da nobreza portuguesa. Talvez 100 sobreviventes tenham escapado, com custo, do local da batalha.
Mulei Maomé, aliado dos portugueses, tentou fugir ao massacre em que a batalha se convertera mas morreu afogado ao atravessar o rio Mocazim. O sultão Mulei Maluco também morreu durante a batalha, mas de causas naturais, uma vez que o esforço da batalha foi demais para o seu estado debilitado por um envenenamento que sofrera. D. Sebastião, por sua vez, desapareceu liderando uma carga de cavalaria contra o inimigo, e seu corpo jamais foi encontrado. Nestas condições, o exército português, não obstante alguns atos de grande bravura, foi completamente dizimado. Apesar de na época se duvidar da morte do rei português, é muito provável que ele tenha perecido nesta batalha.
Entre os prisioneiros na batalha de Alcácer-Quibir estava o Prior do Crato António, que, conta-se, conseguiu a libertação com recurso à astúcia: quando lhe perguntaram o significado da cruz de S. João que usava, respondeu que era o sinal de uma pequena mercê que tinha obtido do papa e que a perderia se não voltasse até 1 de Janeiro. O seu captor, pensando que se tratava de um homem pobre, permitiu a sua libertação em troca de um pequeno resgate.

## Consequências
As consequências desta batalha foram catastróficas para Portugal. Sebastião desaparecera, deixando como sucessor o seu tio-avô, o então Cardeal Henrique que morreu sem descendência dois anos depois. Assim se iniciou uma crise dinástica, ameaçando a independência de Portugal face a Espanha, pois um dos candidatos à sucessão era o seu tio, Filipe II de Espanha.
A disputa do trono português teve vários pretendentes: Catarina de Médici, rainha da França, que se dizia descendente de  Afonso, Catarina, duquesa de Bragança e sobrinha do Cardeal Henrique; Emanuel Felisberto de Saboia, duque de Savoia e António de Portugal, Prior do Crato, ambos, sobrinhos do rei; Rainúncio de Parma e Filipe II. Filipe, efetivamente, ascendeu ao trono em 1580.
A maioria da nobreza portuguesa que participou na batalha, ou morreu ou foi feita prisioneira e todos os bispos e arcebispos nela presentes foram mortos. Para pagar os elevados resgates exigidos pelos marroquinos, o país ficou enormemente endividado e depauperado nas suas finanças.
Luís de Camões escreveu, numa carta a Francisco de Almeida, referindo-se ao desastre de Alcácer-Quibir, à ruína financeira da Coroa portuguesa e à independência nacional ameaçada: "Enfim acabarei a vida e verão todos que fui tão afeiçoado à minha Pátria que não só me contentei de morrer nela, mas com ela".
Na aldeia de Souaken, uma aldeia próxima do local da batalha, encontra-se um obelisco em memória de Sebastião e mais dois em memória dos outros dois reis. A batalha ainda hoje é conhecida em Marrocos como a "Batalha dos Três Reis".